# Distretto di Guenzet
Il distretto di Guenzet è un distretto della provincia di Sétif, in Algeria.

## Comuni
Il distretto di Guenzet comprende 2 comuni:
- Guenzet
- Harbil